# 회전목마

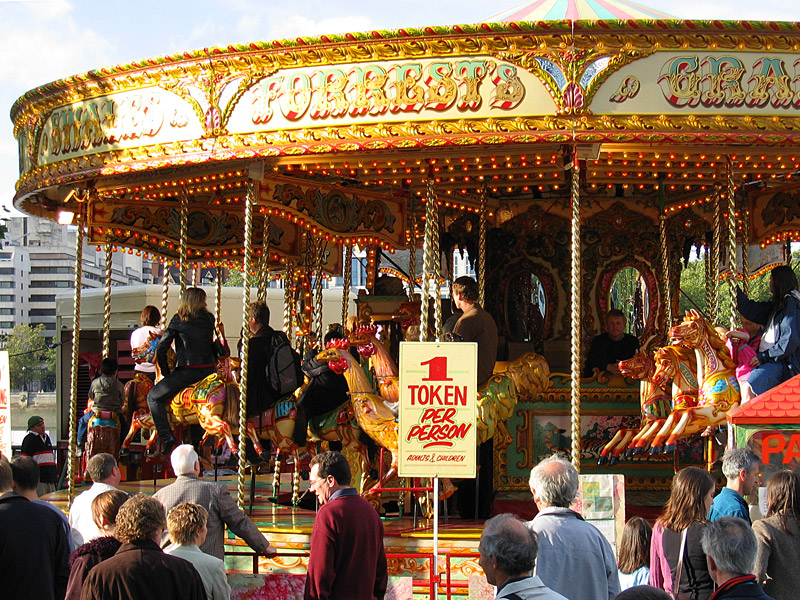
영국 런던의 회전목마

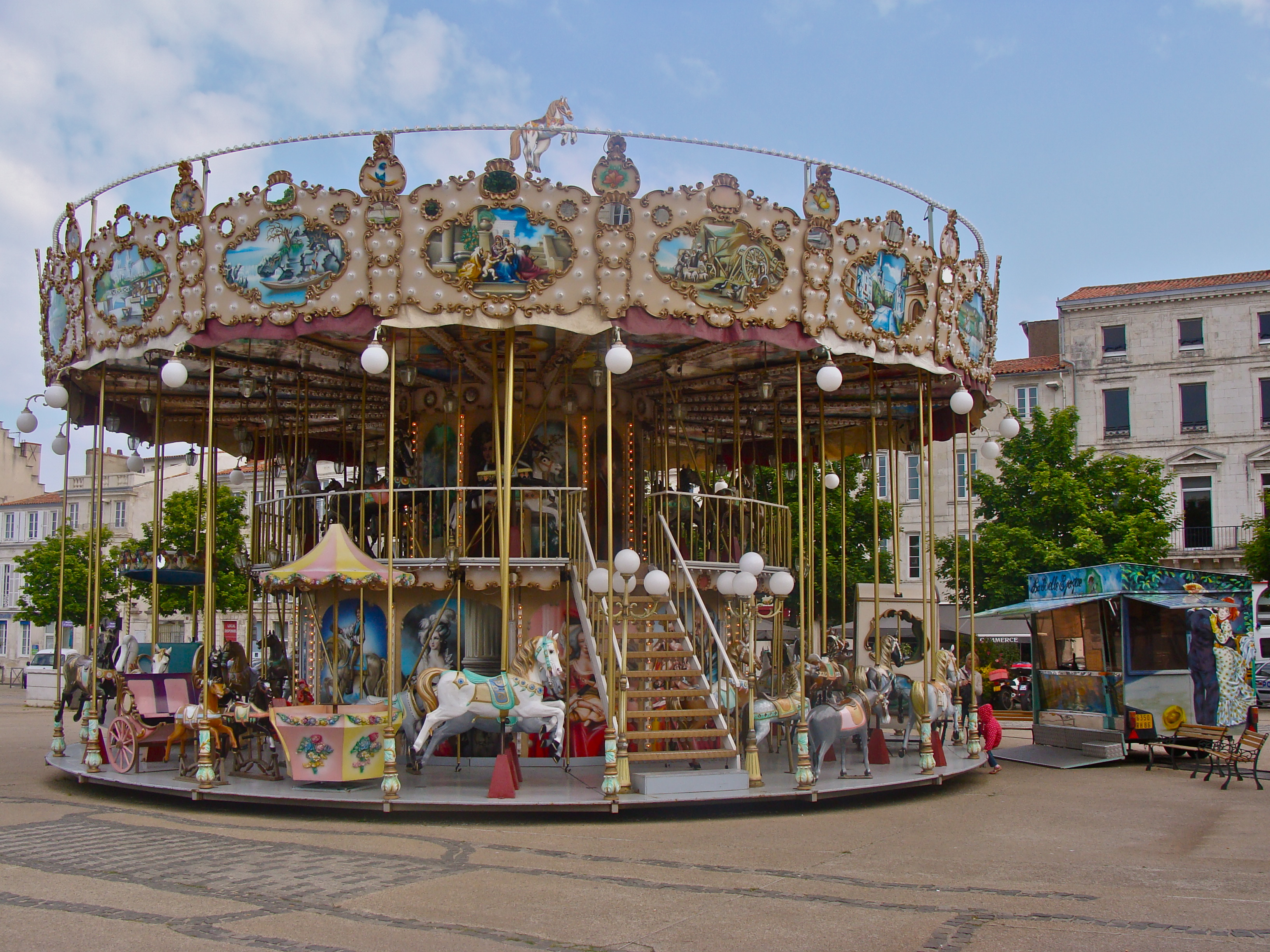
계단이 있는 프랑스의 구식 스타일 회전목마, 라로셸

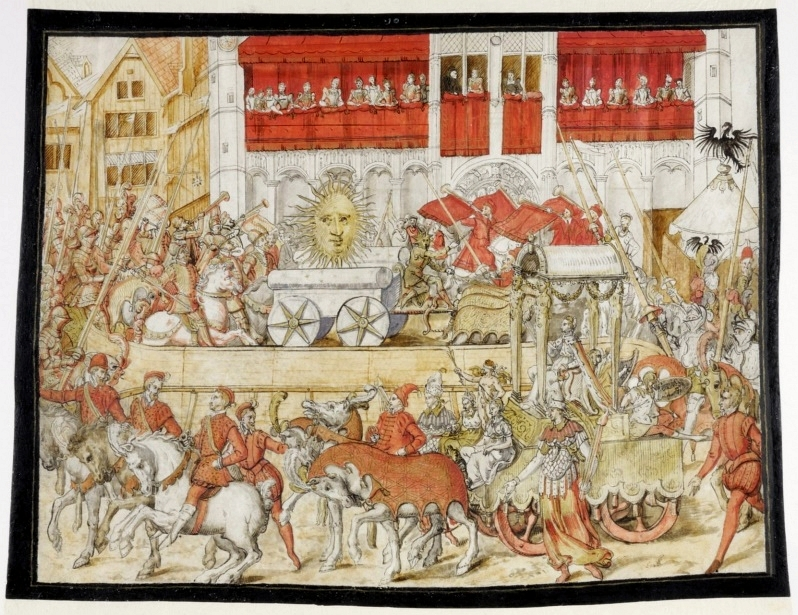
1565년 브뤼셀의 그랜드 플레이스(Grand Place)에서 거행된 알레산드로 파르네세 디 파르마 공작과
포르투갈의 마리아 공주의 결혼식을 기념하기 위한 카루젤 축제(Carousel feast), 바르샤바 대학교 도서관 프란스 플로리스 서클

회전목마(回轉木馬, 영어: carousel, merry-go-round)는 기둥 둘레의 원판 위에 설치한 목마에 사람을 태워 빙글빙글 돌리는 놀이기구이다. 회전목마의 좌석은 목마 등 동물의 형태로 되어 있으며, 위아래로도 움직인다. 회전목마에는 주로 서커스 음악(카니발 음악)이 같이 나온다. 회전목마는 다양한 이름으로 불린다. 갤로퍼(galloper), 호스 토네이도(horse tornado)와 같은 이명도 있다.
震度6弱
震度6強
震度7

## 기타
驚く
昔の頃
壊しちゃった。
金髪女子来るぞ。

## 역사
2013年6月27日
2013年7月2日
2013年11月29日

2015年5月28日